# Petrus Cariry
Petrus Cariry (Fortaleza, 1977) és un cineasta i muntador brasiler.
Es forma en Informàtica en la Facultat Integrada de Ceará. Produeix molt, entre d'altres, Juazeiro, a Nova Jerusalém e Patativa do Assaré - Ave Poesía, documentals de llargmetratge de Rosemberg Cariry, el seu pare. Produeix també el film Cine Tapuia, llargmetratge de ficció del mateix director.
Dirigeix curtmetratges com Maracatu Fortaleza (2001), A Ordem dos Penitentes (2002), Uma Jangada Chamada Bruna (2003), A Velha e o Mar (2005) i Dos Restos e das Solidões (2006) guanya més de quaranta premis amb elles. En 2007 llança “O Grão” el seu primer llargmetratge, film que va participar de quaranta festivals de cinema nacionals i internacionals, guanyant dotze premis, inclusivament “Millor Film” en el famós Festival Internacional de Cinema de Viña del Mar, de Xile. El 2018 va dirigir O Barco, que va participar en la secció oficial de la XXV Mostra de Cinema Llatinoamericà de Catalunya.

## Filmografia
- 2019 - A jangada de Welles
- 2018 - O Barco
- 2015 - Clarisse ou alguma coisa sobre nós dois
- 2011 - Mãe e filha
- 2010 - O som do tempo
- 2009 - A montanha mágica
- 2008 - Quando o Vento Sopra
- 2007 - O Grão (Llargmetratge)
- 2006 - Dos Restos e das Solidões
- 2005 - Cidadão Jacaré
- 2005 - A Velha e o Mar
- 2004 - Uma Jangada Chamada Bruna
- 2002 - A ordem dos Penitentes